# Strubenberg
Koordinaten: 51° 35′ 17″ N, 11° 19′ 50″ O
Der Strubenberg ist ein Naturschutzgebiet in der Stadt Mansfeld im Landkreis Mansfeld-Südharz in Sachsen-Anhalt.
Das Naturschutzgebiet mit dem Kennzeichen NSG 0080 ist 12,19 Hektar groß. Es wird vom Landschaftsschutzgebiet „Harz und Vorländer“ umgeben. Das Gebiet steht seit dem 1. Mai 1961 unter Schutz. Zuständige untere Naturschutzbehörde ist der Landkreis Mansfeld-Südharz.
Das Naturschutzgebiet liegt östlich des Mansfelder Ortsteils Friesdorf und südlich des Ortsteils Rammelburg im Naturpark Harz/Sachsen-Anhalt (Mansfelder Land). Es stellt einen naturnahen Buchenwald an den nach Westen und Norden exponierten Hängen des namensgebenden Strubenberges unter Schutz. Die Plateaurandlagen und Hänge werden von artenreichen Waldmeister-Rotbuchenwäldern eingenommen. Die Krautschicht wird von Einblütigem Perlgras, Waldziest, Knotigem Braunwurz und Drüsigem Springkraut gebildet. Dazu gesellen sich auf basenreichen Standorten Waldgerste, Aronstab, Seidelbast und Märzenbecher sowie auf frischen Standorten Waldbingelkraut, Bärlauch und Waldschwingel. Auf den flachgründigen Kuppen und Riedeln stockt eichenreicher Hainsimsen-Rotbuchenwald. Hier wächst in der Krautschicht u. a. Weißliche Hainsimse, Hainrispengras und Gewöhnliche Goldrute.
Altholzbestände mit hohem Totholzanteil bieten u. a. Hohltaube und Schwarzspecht geeignete Lebensräume.